# Paläarktis

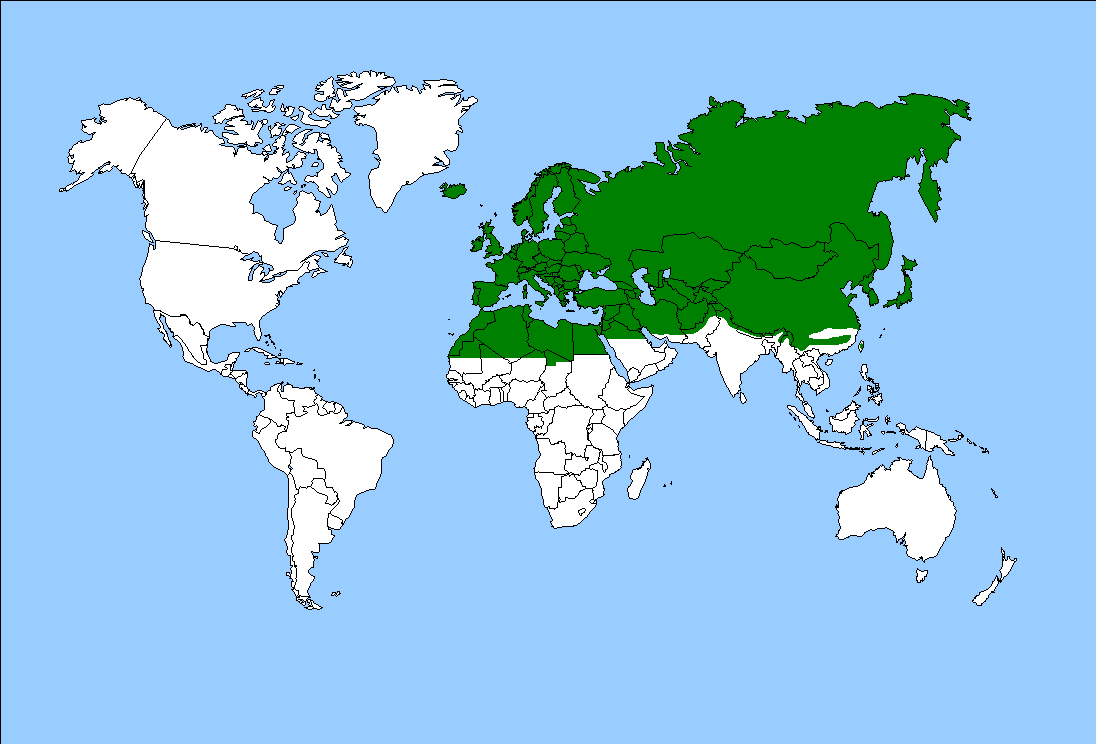
Die Paläarktis

Die paläarktische Region, auch Paläarktis genannt, bezeichnet in der Biogeographie eine altweltliche zoogeographische Region, die traditionell Europa, Nordafrika und Asien (ausschließlich Vorder- und Hinterindiens und des Südteils der Arabischen Halbinsel) sowie die vor diesen Gebieten liegenden Inseln umfasst. Der Name „paläarktische“ Region leitet sich von der Alten Welt ab, im Gegensatz zur Nearktis in der Neuen Welt.

## Geographie
Die paläarktische Region bildete sich ab dem Paläogen (dem älteren Abschnitt der Tertiärzeit), durch die zunehmende Isolation Nordamerikas von Eurasien infolge der Öffnung des Nordatlantiks heraus.
Die Paläarktis bildet zusammen mit der Nearktis (im Wesentlichen Nordamerika) die Holarktis, die den überwiegenden Teil der Landfläche der Nordhalbkugel umfasst. Die Zuordnung einzelner Regionen ist dabei uneinheitlich. Beispielsweise werden Grönland und der kanadisch-arktische Archipel traditionell der Nearktis zugerechnet, in neueren Gliederungen hingegen der Paläarktis oder einer auf die höchsten nördlichen Breiten beschränkten separaten Arktischen Region. Ähnliches gilt für den Süden der Arabischen Halbinsel, der traditionell der Afrotropis („Ethiopian Region“) zugeschlagen wird, in neueren Gliederungen aber einer Saharo-Arabischen Region, die entweder als Subregion in die Paläarktis eingegliedert oder aber eine eigenständige Region ist.